# Savoia-Marchetti SM.79
Savoia-Marchetti SM.79 Sparviero (pol. – Krogulec) – włoski samolot bombowy i torpedowy z okresu II wojny światowej.

## Historia
W 1934 roku włoska wytwórnia lotnicza Savoia-Marchetti przystąpiła do budowy samolotu, który miał wystąpić w wielkim wyścigu lotniczym Londyn–Australia. Wytwórni nie udało się jednak zbudować na czas tego samolotu, który został oznaczony jako Savoia-Marchetti SM.79 Sparviero. Oblot prototypu odbył się w dniu 2 października 1934 roku. W czasie prób w locie samolotem tym zainteresowało się włoskie lotnictwo wojskowe, które zamówiło wersję bombową tego samolotu. Zbudowana ona została w 1935 roku.
W 1936 wersja bombowa samolotu została wprowadzona do produkcji seryjnej pod oznaczeniem Savoia-Marchetti SM.79 I. Następnie opracowano wersję torpedowo-bombową tego samolotu oznaczoną jako Savoia-Marchetti SM.79 II, która w zasadzie różniła się tylko zastosowaniem silników o większej mocy.
Samoloty Savoia-Marchetti SM.79 były również produkowane na eksport, w specjalnej wersji dwusilnikowej z oszklonym dziobem kadłuba zamiast 3 silnika, wersja ta była oznaczona jako SM 79 B i przeznaczona na eksport do Iraku, Brazylii i Rumunii.
Po kapitulacji Włoch w 1943 roku, samoloty te były produkowane w wersji  uproszczonej dla lotnictwa Włoskiej Republiki Socjalnej utworzonej przez Niemcy w północnych Włoszech.
Produkowana była także wersja transportowa tego samolotu.
Produkcję samolotów Savoia-Marchetti SM.79 zakończono ostatecznie w 1945 roku i łącznie wyprodukowano 1330 samolotów wszystkich wersji.
Wersje samolotów Savoia-Marchetti SM.79
- SM.79 P – prototyp z silnikami Piaggio P.IX Stella RC.2
- SM.79 I – samolot bombowy, z 3 silnikami Alfa Romeo 125 RC.34
- SM.79 II – samolot torpedowo-bombowy, z 3 silnikami  Piaggio P.XI RC.40
- SM.79 B – wersja dwusilnikowa, przeznaczona na eksport do Brazylii, Iraku i Rumunii; montowane silniki: Fiat A.80 RC.41, Alfa Romeo 128 RC.18,  Gnome-Rhône K-14 Mistral Major, Junkers 211 Da
- SM.79 JR – wersja przeznaczona dla Rumunii z 2 silnikami Junkers Jumo 211Da, wyprodukowano 1 egzemplarz na licencji przez zakłady IAR w Bukareszcie
- SM.79 III – wersja uproszczona; posiadała mocniejsze uzbrojenie oraz w większości egzemplarzy usunięto gondolę podkadłubową; stosowano silniki Fiat A.80 RC.42 lub Alfa Romeo 135 RC.32
- SM.79 C – wersja samolotu transportowego;
- SM.79 K – wersja samolotu transportowego przeznaczonego dla Jugosławii
- SM.79 T – wersja transportowa budowana po wojnie; przeznaczona do komunikacji transatlantyckiej; montowano silniki Piaggio P.XI RC.40

## Użycie
Samolot Savoia-Marchetti SM.79 od chwili rozpoczęcia do produkcji seryjnej były wprowadzane do włoskiego lotnictwa. Samolotów tych po raz pierwszy użyto w ramach Włoskiego Korpusu Interwencyjnego w Hiszpanii w trakcie hiszpańskiej wojny domowej w latach 1936–1939.
Później samoloty te były używane na wszystkich frontach II wojny światowej, gdzie uczestniczyło włoskie lotnictwo wojskowe.
Samolotów tych używało w walkach także lotnictwo rumuńskie, jugosłowiańskie, chorwackie i niemieckie.
Po II wojnie światowej część samolotów przebudowano na samoloty transportowe. Użytkowano je do 1952 roku.

## Opis konstrukcji
Samoloty Savoia-Marchetti SM.79 to dolnopłat o konstrukcji mieszanej, płaty miały konstrukcję drewnianą a kadłub konstrukcję metalową. Podwozie klasyczne – chowane w locie. Napęd stanowiły 3 silniki, jeden umieszczony w dziobie kadłuba a dwa w gondolach w skrzydłach.
Uzbrojenie obronne składało się z 3 karabinów maszynowych Breda kal. 12,7 mm umieszczonych na stanowiskach strzeleckich (jednym na grzbiecie kadłuba, drugim pod kadłubem) oraz 2 karabinów maszynowych Lewis kal. 7,7 mm umocowanych w oknach bocznych kadłuba.
Samolot w wersji torpedowo-bombowej zabierał jedną torpedę kal. 450 mm o ładunku bojowym 200 kg. Można było przenosić dwie torpedy, lecz samolot miał wówczas kiepskie właściwości lotne i stosowano tę możliwość w zasadzie jedynie do przebazowania. Mógł przenosić również ładunek bomb o wadze od 1250 do 2200 kg.